# Diana Barrows
Pour les articles homonymes, voir Barrows.
Diana Barrows, née le 23 janvier 1966 à New York est une actrice, chanteuse et danseuse américaine.

## Biographie
Elle commence sa carrière enfant, sur les planches. Elle alterne ensuite sa carrière entre théâtre, cinéma et télévision. 
Elle a également fait partie de la distribution de la comédie musicale française Et si on chantait ? en 2003-2004.

## Filmographie

### Cinéma
- 1988 : Vendredi 13, chapitre VII : Un nouveau défi de John Carl Buechler : Maddy
- 1989 : Touche pas à ma fille (She's Out of Control) de Stan Dragoti : Lisa
- 1989 : Ma mère est un loup-garou (My Mom's a Werewolf) de Michael Fischa: Stacey Pubah
- 1989 : La Nuit du sérail : Fanny
- 1990 : Ford Fairlane: Rock'n Roll Detective : Sorority Girl
- 1990 : The End of Innocence : Arlene
- 1992 : Space Case : Breezix
- 2007 : Does God Exist? : la femme de Burton
- 2008 : Naked Killer : Charlotte

### Télévision
- 1987 : Rags to Riches (série TV) (1 épisode)
- 1988 : Addicted to His Love (téléfilm) : Marcy Brennan
- 1988 : Charles s'en charge (série TV) (1 épisode)
- 1988 : Freddy, le cauchemar de vos nuits (série TV) (1 épisode) : Diane
- 1989 : Côte Ouest (série TV) (1 épisode) : Lisa
- 1990 : La Maison en folie (série TV) (1 épisode) : une étudiante
- 1991 : ProStars (série TV) (1 épisode) : Denise
- 1997 : Un homme (téléfilm) : Margaret